# ニック・アダムス (架空の人物)
ニック・アダムス (Nick Adams) は、アーネスト・ヘミングウェイが1920年代から1930年代にかけて制作した短編小説における主人公。
これらの短編小説の多くは1972年に発行された『The Nick Adams Stories』に収録された。これらの話は思春期とイニシエーションについて描かれており、作品全体をみると、 一人の若者の成長記という一続きの物語となっている。
ニックというキャラクター自体はヘミングウェイが第一次世界大戦下の北ミシガンにて赤十字の救護班として従軍した経験が基になっているほか、物語の核心とテーマはヘンリー・ワズワース・ロングフェローの『ハイアワサの歌』に影響されたところもある。
いずれの短編小説も、ニックの身辺の出来事が主となっている。
1962年には、シリーズ中の10編を再構成し、リチャード・ベイマー主演で『青年』（原題：Hemingway's Adventures of a Young Man）として映画化されている。

## ニック・アダムス・ストーリーズ

### The Northern Woods
いずれも6歳5か月頃のニックを描いた話である。
- 三発の銃弾 "Three Shots"
- インディアン・キャンプ "The Indian Camp"
- 医者とその妻 "The Doctor and the Doctor’s Wife"
- 十人のインディアン "Ten Indians"
- インディアンは去った "The Indians Moved Away"

### On His Own
いずれも16歳から20歳頃のニックを描いた話である。
- 世の光 "The Light of the World"
- 拳闘士 "The Battler"
- 殺し屋 "The Killers"
- 最後の良き故郷 "The Last Good Country"
- ミシシッピー川を渡って "Crossing the Mississippi"

### War
いずれも第一次世界大戦に参加して負傷したニックを描いた話である。
- 上陸前夜 "Night Before Landing"
- "'Nick sat against the wall ...'"
- 身を横たえて "Now I Lay Me"
- 最前線 "A Way You’ll Never Be"
- 異国にて "In Another Country"

### 兵士の家 (A Soldier Home)
いずれの話も復員後にPTSDを抱えて平和な故郷に馴染めないニックを描いた話である。
- 2つの心臓の大きな川 "Big Two-Hearted River"
- ある決別 "The End of Something"
- 三日吹く風 "The Three-Day Blow"
- サマー・ピープル "Summer People"

### Company of Two
その後のニックを描いている。最後の「父と子」ははるか後年の作品であり、ニックは父としてかつての自分のような幼い息子を持つ身となっている。
- 婚礼の日 "Wedding Day"
- 創作について "On Writing"
- アルプスの牧歌 "An Alpine Idyll"
- クロスカントリー・スノウ "Cross-Country Snow"
- 父と子 "Fathers and Sons"